# نبرد اولتو
نبرد اولتو (به ترکی استانبولی: Oltu Muharebesi) (به ارمنی: Օլթիի ճակատամարտ) دو نبرد بین ترکان و ارامنه بود. نبرد نخست از ۱۸ تا ۲۵ ژوئن ۱۹۲۰ میلادی، میان نیروهای ارمنی و شبه‌نظامیان محلی ترک در منطقه اولتو، به وقوع پیوست. در جریان نبرد دوم نیروهای ترک قوای ارمنی را سوم تا پنجم ماه اکتبر همان سال از منطقه اولتو بیرون راندند.

## زمینه
با پایان جنگ جهانی اول، امپراتوری عثمانی از هم فروپاشید و با به پا شدن جنگ داخلی در امپراتوری روسیه دولت‌های مستقلی در گرجستان و ارمنستان تشکیل گردید. ناحیه اولتو که در سال ۱۸۷۸ میلادی به امپراتوری روسیه ضمیمه شده بود، هنگام اعلام استقلال گرجستان در ۲۶ ژوئیه ۱۹۱۸ میلادی، زیر سلطه این دولت قرار داشت اما در ۲۸ مه ۱۹۱۸ میلادی به کنترل جمهوری دموکراتیک ارمنستان درآمد.

## نبرد نخست
این نبرد زمانی رخ داد که جمهوری دموکراتیک گرجستان نتوانست کنترل منطقه اولتو به عنوان غربی‌ترین استان خود را حفظ کند و جنگ‌سالاران محلی مسلمان بر آن سلطه یافتند. در این زمان، قبایل محلی ترک با نیروهای مرزی ارمنستان درگیری داشتند که به هجوم ارامنه به منطقه اولتو منجر گردید. شانزدهم ژوئن ۱۹۲۰ میلادی، نیروهای ارمنی وارد منطقه اولتو شدند و آن را به جمهوری دموکراتیک ارمنستان الحاق کردند. همزمان، معاهده سور با تأیید دولت ارمنستان امضا شد، اما به ارمنستان سرزمین بسیار کمتری از آنچه در ابتدا توسط وودرو ویلسون پیشنهاد شده بود، تعلق گرفت.

## نبرد دوم
در ماه اوت، دولت ارمنستان تلاش کرد تا منطقه اولتو را تحت تصرف نگاه دارد. در پاسخ، ژنرال کاظم قره‌بکر سوم سپتامبر، چهار گردان ارتش ترکیه را به منطقه اعزام نمود و ارمنی‌ها را بیرون راند. با فشار وارده به جمهوری دموکراتیک ارمنستان، چهار روز بعد با اعلان جنگ این دولت به ترکیه، جنگ ارمنستان و ترکیه درگرفت.